# Кулиничі (ботанічний сад)
Кули́ничі — ботанічний сад місцевого значення в Україні. Об'єкт природно-заповідного фонду Харківської області. 
Розташований у межах Харківського району Харківської області, в смт Кулиничі, при вулиці 7-ї Гвардійської Армії. 
Площа 13,25 га. Статус надано згідно з рішенням обласної ради від 26 грудня 2007 року № 568-V (568-5-рр), ХХІІ сесія V скликання. Перебуває у віданні фермерського господарства «Кегичівське». 
Статус надано для збереження ботанічного саду, де зростають деревні, чагарникові, трав'янисті та квітково-декоративні рослини (понад 150 видів і сортів). 